# Rachael Taylor (canottiera)
Rachael Taylor (Ballarat, 5 giugno 1976) è una canottiera australiana, medaglia di argento olimpica a Sydney 2000 nel due senza in coppia con Kate Slatter.
Vanta anche due medaglie ai mondiali: un argento nel 2002 nell'otto ed un bronzo nel 1999 nel due senza, sempre in coppia con la Slatter.